# Борго Сан Паоло (Болоња)
Борго Сан Паоло је насеље у Италији у округу Болоња, региону Емилија-Ромања.
Према процени из 2011. у насељу је живело 67 становника. Насеље се налази на надморској висини од 13 м.